# Maria di Savoia (signora di San Martino)
Maria di Savoia (Vercelli, 1556 – Torino, 28 ottobre 1580) era figlia legittimata di Emanuele Filiberto di Savoia e Laura Crevola, e moglie di Filippo I d'Este.

## Biografia
Maria nacque nel 1556 a Vercelli, figlia legittimata del duca Emanuele Filiberto di Savoia, che questi ebbe con la vercellese Laura Crevola.
Il 20 gennaio del 1570 sposò Filippo I d'Este, già Signore di San Martino e Marchese di Borgomanero e Porlezza, portandogli in dote il territorio di Crevacuore, che verrà successivamente permutato con il Marchesato di Lanzo "con le altre terre della Valle et Castellata [...]".
Il primogenito Carlo Filiberto sarà destinato ad essere erede del padre, della Signoria di San Martino e delle giurisdizioni annesse, insieme al Marchesato di Borgomanero e Porlezza e degli altri titoli nel pavese, mentre il terzogenito Sigismondo erediterà da Maria il Marchesato di Lanzo, restando alla corte sabauda.
Morì il 28 ottobre del 1580 a Torino. Nel XIX secolo, per volere del Re di Sardegna Carlo Alberto di Savoia, vennero traslati i resti nella Sacra di San Michele.

## Discendenza
Sposò nel 1570 Filippo I d'Este; dal matrimonio nacquero: 
- Beatrice Matilde (1570 - 1609 o 1611[5]), sposò l'8 giugno 1602 Ferrante di Ippolito I Bentivoglio Marchese di Gualtieri e Magliano (?-1619).
- Carlo Filiberto I (1571 - 1652), 2º Marchese di San Martino in Rio, 3º Marchese di Borgomanero e Porlezza, 1º Marchese di Santa Cristina e 4º Conte di Corteolona;
- Sigismondo (1572 - 1628),  2º Marchese di Lanzo;
- Alfonso (1573 - 1623), Commendatore di San Giovanni del Cantone di Modena dell'Ordine Gerosolimitano;
- Margherita (1574 - ?).

## Ascendenza
|                                |   |                          | Genitori                |  |  | Nonni |  |  | Bisnonni             |  |  | Trisnonni          |  |
|                                |   |                          |                         |  |  |       |  |  | Filippo II di Savoia |  |  | Ludovico di Savoia |  |
|                                |   |                          |                         |  |  |       |  |  | Filippo II di Savoia |  |  | Ludovico di Savoia |  |
|                                |   | Anna di Lusignano        |                         |  |  |       |  |  | Filippo II di Savoia |  |  |                    |  |
| Carlo II di Savoia             |   |                          |                         |  |  |       |  |  | Filippo II di Savoia |  |  |                    |  |
|                                |   | Claudina di Brosse       | Giovanni II di Brosse   |  |  |       |  |  |                      |  |  |                    |  |
|                                |   | Claudina di Brosse       | Giovanni II di Brosse   |  |  |       |  |  |                      |  |  |                    |  |
|                                |   | Claudina di Brosse       | Nicoletta di Châtillon  |  |  |       |  |  |                      |  |  |                    |  |
| Emanuele Filiberto I di Savoia |   | Claudina di Brosse       |                         |  |  |       |  |  |                      |  |  |                    |  |
|                                |   | Manuele I del Portogallo | Ferdinando d'Aviz       |  |  |       |  |  |                      |  |  |                    |  |
|                                |   | Manuele I del Portogallo | Ferdinando d'Aviz       |  |  |       |  |  |                      |  |  |                    |  |
|                                |   | Manuele I del Portogallo | Beatrice d'Aviz         |  |  |       |  |  |                      |  |  |                    |  |
| Beatrice di Portogallo         |   | Manuele I del Portogallo |                         |  |  |       |  |  |                      |  |  |                    |  |
|                                |   | Maria d'Aragona          | Ferdinando II d'Aragona |  |  |       |  |  |                      |  |  |                    |  |
|                                |   | Maria d'Aragona          | Ferdinando II d'Aragona |  |  |       |  |  |                      |  |  |                    |  |
|                                |   | Maria d'Aragona          | Isabella di Castiglia   |  |  |       |  |  |                      |  |  |                    |  |
| Maria di Savoia                |   | Maria d'Aragona          |                         |  |  |       |  |  |                      |  |  |                    |  |
|                                | … | …                        |                         |  |  |       |  |  |                      |  |  |                    |  |
|                                | … | …                        |                         |  |  |       |  |  |                      |  |  |                    |  |
|                                | … | …                        |                         |  |  |       |  |  |                      |  |  |                    |  |
| …                              | … |                          |                         |  |  |       |  |  |                      |  |  |                    |  |
|                                |   | …                        | …                       |  |  |       |  |  |                      |  |  |                    |  |
|                                |   | …                        | …                       |  |  |       |  |  |                      |  |  |                    |  |
|                                |   | …                        | …                       |  |  |       |  |  |                      |  |  |                    |  |
| Laura Crevola                  |   | …                        |                         |  |  |       |  |  |                      |  |  |                    |  |
|                                |   | …                        | …                       |  |  |       |  |  |                      |  |  |                    |  |
|                                |   | …                        | …                       |  |  |       |  |  |                      |  |  |                    |  |
|                                |   | …                        | …                       |  |  |       |  |  |                      |  |  |                    |  |
| …                              |   | …                        |                         |  |  |       |  |  |                      |  |  |                    |  |
|                                |   | …                        | …                       |  |  |       |  |  |                      |  |  |                    |  |
|                                |   | …                        | …                       |  |  |       |  |  |                      |  |  |                    |  |
|                                |   | …                        | …                       |  |  |       |  |  |                      |  |  |                    |  |
|                                |   | …                        |                         |  |  |       |  |  |                      |  |  |                    |  |